# Mainstream (альбом)
Mainstream — единственный альбом британской группы кентерберийской сцены Quiet Sun, вышедший в 1975 году на лейбле Island Records.

## Характеристика
Группа Quiet Sun существовала в 1970-72 годах, не записав в тот период ни одного альбома. В 1972 году гитарист и лидер группы Фил Манзанера ушёл в Roxy Music, Билл МакКормик — в Matching Mole, Чарльз Хэйвард — в This Heat, а Дейв Джарретт стал преподавать математику.
В 1975 году Манзанера забронировал на 26 дней студию для записи своего первого сольного альбома Diamond Head и, пользуясь случаем, снова собрал Quiet Sun (добавив в неё Брайана Ино), чтобы одновременно записать студийный альбом из ранее написанного ими материала.
Переработанные версии двух композиций с альбома — «Mummy was an Asteroid…» и «Rongwrong» — в 1976 году были включены в концертный альбом 801 Live проекта Манзанеры.

## Признание
Альбом получил высокую оценку критики. Авторитетный музыкальный журнал New Musical Express назвал Mainstream альбомом месяца. В списке продаж фирмы грамзаписи Island Records того времени альбом занимал четвёртое-пятое место на одном уровне с такими артистами, как Bad Company and Cat Stevens.
Аллан Джонс из Melody Maker писал: «Было бы совершенно непростительно даже предположить, что Манзанера доминирует в Mainstream. Таланты Билла Маккормика (бас), Дэйва Джарретта (клавишные) и Чарльза Хейворда (ударные и клавишные) таковы, что можно было бы рискнуть предположить, что если бы Quiet Sun когда-либо развивались вне контекста того, что, по-видимому, является одноразовым альбомом воссоединения, они, вероятно, были бы самым грозным составом в стране. Они вложили больше силы в пять минут и 37 секунд „Bargain Classics“ Джарретта, чем насобирали Led Zeppelin за все четыре стороны Physical Graffiti».

## Список композиций
- «Sol Caliente» (Фил Манзанера) — 8:02
- «Trumpets with Motherhood» (Чарльз Хэйвард) — 1:30
- «Bargain Classics» (Дейв Джарретт) — 5:37
- «R.F.D.» (Дейв Джарретт) — 3:09
- «Mummy was an Asteroid, Daddy was a Small Non-Stick Kitchen Utensil» (Билл МакКормик) — 6:09
- «Trot» (Фил Манзанера) — 5:00
- «Rongwrong» (Чарльз Хэйвард) — 9:39

## Состав музыкантов
- Чарльз Хэйвард — барабаны, перкуссия, клавишные, вокал
- Дейв Джарретт — фортепиано Фендер Родес, Стейнуэй, органы Фарфиза и Хэммонд, синтезатор VCS3
- Фил Манзанера — электрические 6- и 12-струнные гитары, фортепиано Фендер Родес
- Билл МакКормик — бас-гитара, бэк-вокал
- Брайан Ино — синтезатор
- Иэн МакКормик — бэк-вокал